# Dampierre-sous-Bouhy
 Dampierre-sous-Bouhy  es una población y comuna francesa, situada en la región de Borgoña, departamento de Nièvre, en el distrito de Cosne-Cours-sur-Loire y cantón de Saint-Amand-en-Puisaye.

## Demografía
| 706 | 630 | 558 | 572 | 484 | 470 |
| Para los censos de 1962 a 1999 la población legal corresponde a la población sin duplicidades (Fuente: INSEE [Consultar]) |     |     |     |     |     |